# Jean Siccardi
Jean Siccardi est un poète, dramaturge, romancier et auteur français d'albums pour la jeunesse, né le 19 juillet 1947 à Nice (Alpes-Maritimes).  

## Biographie
Ses grands parents ont quitté l’Italie au début du XXe siècle et il raconte dans son premier roman de 1994, La Carriole, les péripéties de ces italiens en quête d’une vie meilleure.
C’est par la poésie qu’il se consacre d’abord à la littérature. Il est alors remarqué par Jean Rousselot, Robert Sabatier et Jean Bouhier. La poésie se révèlera dans ses romans pour la jeunesse.
Dans  des ateliers d’écriture il forme des maîtres, des éducateurs et des animateurs.
À partir de 1972, il anime des expériences littéraires dans les quartiers sensibles.
Il vit à Saint-Maximin, près de la Sainte-Baume dans le Var. 
Auteur prolifique, il a publié plus d'une demi-centaine de livres qui en font un grand auteur provençal.

## Publications
- La Mort de José Luis, Cesson-la-Forêt, la Table rase, 1980, 48 p.
- Maux dire, Marseille, Ed. du Temps parallèle, 1982, 175 p.
- Équinoxes du silence, Marseille, le Temps parallèle, 1983, 124 p. (ISBN 2-86741-005-3)
- Du rouge sous les ongles, Saint-Maximin, le Temps parallèle, coll. « Poétique », 1986, 87 p. (ISBN 2-86741-033-9)
- Les Mains de pierre, Gap, la Bartavelle, coll. « Parler bas », 1988, 58 p. (ISBN 2-87744-033-8)
- Les Braises de la liberté, Gap, La Bartavelle, coll. « Théâtre », 1989, 106 p. (ISBN 2-87744-051-6)
- Terre est une vague amoureuse, Grandir, 1991, (illustrateur : Kawasaki)
- L'Enfant de nacre, Grandir, 1991, (illustrateur : Elbiot Mazet)
- Le Chapeau de Myrille, Grandir, 1992 (ISBN 2-904292-72-1), (illustrateur : Kota Tanuichi)
- L'oubli est un nuage silencieux, Charlieu, la Bartavelle, coll. « Parler bas », 1992, 64 p. (ISBN 2-87744-114-8)
- Jérôme, le fantôme, Grandir, coll. « Le Passerêve », 1994 (ISBN 2-904292-93-4)
- Les Deux Frères et la Pierre de miroir, Orange, Grandir, coll. « Les Mille et Un Grains de sable », 1994, 29 p. (ISBN 2-84166-009-5), (photos : Alain Sèbe)
- Le Fil d'Ariane, Grandir, 1994, (illustrateur : Elbiot Mazet)
- La Carriole, Paris, Phébus, coll. « D'aujourd'hui », 1994, 135 p. (ISBN 2-85940-339-6)
- Le Jas des Terres-Longues, Genève, Paris, Le Comptoir, coll. « Le comptoir des écrivains », 1997, 188 p. (ISBN 2-88456-014-9)
- Le Buveur d'étoiles, Draguignan, Lo Païs, coll. « D'enfance », 1997, 42 p. (ISBN 2-910998-11-8), (illustrateur : Joly Guth)
- Marie et l'Étoile perdue, Nice, Éd. du Ricochet, Jeunesse, 1998, (illustrateur : Joly Guth)
- Dis Pierrot, c'est quand la récré !, Draguignan, Lo Païs, coll. « D'enfance », 1999, 57 p. (ISBN 2-910998-26-6), (illustrateur : Joly Guth)
- Le Bois des Malines : roman, Paris, Presses de la Cité, 1999, 269 p. (ISBN 2-258-04897-4)
- Poemios au vent méchant, Toulon, Pluie d'étoiles, coll. « Poésies », 1999, 48 p. (ISBN 2-913056-02-4), (illustrateur : Joly Guth)
- La Nuit des abeilles, Paris, Albin Michel Jeunesse, coll. « Le Furet enquête », 2000, 192 p. (ISBN 2-226-11235-9), (illustrateur : Frédéric Rébéna)
- Les Jardins de l'île, Draguignan, Lo Païs, coll. « D'enfance », 2000, 28 p. (ISBN 2-910998-34-7), (illustrateur : Joly Guth)
- Graine de lilas, Nice, Éd. du Ricochet, coll. « Les canoës du Ricochet », 2000, 18 p. (ISBN 2-911013-37-9), (illustrateur : Joly Guth)
- Fugue italienne, Paris, JC Lattès, 2000, 255 p. (ISBN 2-7096-2035-9)
- Les Roses rouges de décembre, Paris, Presses de la Cité, coll. « Romans Terres de France », 2000, 275 p. (ISBN 2-258-05181-9)
- Le Bâtisseur de chapelles, Paris, Presses de la Cité, coll. « Romans Terres de France », 2001, 306 p. (ISBN 2-258-05450-8)
- La Gazelle aux yeux d'or, Paris, Albin Michel Jeunesse, coll. « Petits contes de sagesse », 2002, 42 p. (ISBN 2-226-12886-7), (illustrateur : Nathalie Novi)
- Louise de Mirabeau, la marquise rebelle, Paris, A. Carrière, 2002, 382 p. (ISBN 2-84337-199-6)
- Sagesses et malices du Touareg qui avait oublié son chameau, Paris, Albin Michel, coll. « Sagesses et malices », 2003, 173 p. (ISBN 2-226-11966-3), (illustrateur : Renaud Perrin)
- Le Moulin de Siagne, Paris, Presses de la Cité, coll. « Romans Terres de France », 2003, 253 p. (ISBN 2-258-05816-3)
- Miloko, Monaco-Paris, Éd. du Rocher, coll. « Lo Païs d’Enfance », 2004, 24 p. (ISBN 2-268-05184-6), (illustrateur : Joly Guth)
- Le Secret de Marie Poulpins, Forcalquier, Éd. de l'Envol, coll. « Envol nature », 2004, 55 p. (ISBN 2-915349-03-7)
- Un parfum de rose, Paris, Presses de la Cité, coll. « Romans Terres de France », 2004, 247 p. (ISBN 2-258-06266-7)
- La Symphonie des loups, Paris, Presses de la Cité, coll. « Romans Terres de France », 2005, 251 p. (ISBN 2-258-06555-0)
- La Complainte de Brindebout, Forcalquier, Éd. de l'Envol, 2005, 35 p. (ISBN 2-915349-04-5), (illustrateur : Sylvie Monti)
- Aména, la légende du vent doux, Monaco-Paris, Éd. du Rocher, coll. « Lo païs d'enfance », 2005, 30 p. (ISBN 2-268-05604-X)
- Gaspard de Besse : 1757-1781, Monaco-Paris, Éd. du Rocher, 2005, 254 p. (ISBN 2-268-05647-3)
- La Cour de récré, Paris, Presses de la Cité, coll. « (Terres de France : roman », 2006, 233 p. (ISBN 2-258-06803-7)
- Les Hauts de Cabrières, Paris, Presses de la Cité, coll. « Terres de France : roman », 2008, 244 p. (ISBN 978-2-258-07288-6 et 2-258-07288-3)
- La Chênaie de Seignerolle, Paris, Presses de la Cité, coll. « Terres de France : roman », 2009, 248 p. (ISBN 978-2-258-07902-1)
- Le Roman de Nice, Monaco-Paris, Éd. du Rocher, coll. « Le roman des lieux et destins magiques », 2009, 233 p. (ISBN 978-2-268-06790-2)
- Les Brumes du Mercantour, Paris, Presses de la Cité, coll. « Terres de France : roman », 2009, 245 p. (ISBN 978-2-258-07640-2 et 2-258-07640-4)
- La Source de Saint-Germain, Paris, Calmann-Lévy, coll. « France de toujours et d'aujourd'hui », 2010, 215 p. (ISBN 978-2-7021-4109-0)
- Le Roman des Provences, Monaco-Paris, Éd. du Rocher, coll. « Le roman des lieux et destins magiques », 2011, 218 p. (ISBN 978-2-268-07080-3)
- Le Voyage de Lorenzo, Besse-sur-Issole, un Autre regard-Prestance, 2011, 253 p. (ISBN 979-10-90296-15-2), (illustrateur : Lobé)
- Le Danseur de lumière, Clichy, Éd. du Jasmin, coll. « Pays d'enfance », 2011, 46 p. (ISBN 978-2-35284-061-9), (illustrateur : Joly Guth)
- Saint-Cézaire, le fil du temps, Besse-sur-Issole, un Autre regard-Prestance, 2011, 150 p. (ISBN 979-10-90296-29-9)
- Le Maître du diamant noir, Paris, Calmann-Lévy, coll. « France de toujours et d'aujourd'hui », 2012, 278 p. (ISBN 978-2-7021-4284-4)
- Les Clés de l'ermitage, Nice, Éd. Main d'œuvre, coll. « Mystères du Pays d'Azur », 2012, 125 p. (ISBN 978-2-911973-11-6)
- La Chapelle de Kallisté, Nice, Éd. Main d'œuvre, coll. « Mystères du Pays d'Azur », 2013, 125 p. (ISBN 978-2-911973-14-7)
- Le Souper de l'abbesse, Paris, Presses de la Cité, coll. « Terres de France », 2013, 279 p. (ISBN 978-2-258-08828-3)
- Les Fantômes de Saint-Jean, Besse-sur-Issole, un Autre regard-Prestance, 2014, 216 p. (ISBN 979-10-90296-14-5), (illustrateur : Lobé)
- Le Grand Voyage de Martin, Le Tignet, Encres de Siagne, 2014, 27 p. (ISBN 979-10-90461-09-3)
- Le Château de Cragne, Nice, Éd. Main d'œuvre, coll. « Mystères du Pays d'Azur », 2014, 120 p. (ISBN 978-2-911973-17-8), (illustrateur : Audrey Garnier)
- L'Ivresse des anges, Paris, Calmann-Lévy, coll. « France de toujours et d'aujourd'hui », 2014, 256 p. (ISBN 978-2-7021-5457-1)
- L'Homme qui aurait dû être roi - l'incroyable récit du petit-fils caché d'Édouard VIII, Paris, Le Cherche midi, 2016, 197 p. (ISBN 978-2-7491-4836-6)
- Le Judas du diable, Paris, Presses de la Cité, coll. « Terres de France », 2017, 281 p. (ISBN 978-2-258-13033-3)
- L'Auberge du gué, Paris, Calmann-Lévy, coll. « France de toujours et d'aujourd'hui », 2018, 439 p. (ISBN 978-2-7021-5394-9)
- Gaston des vignes, Paris, Calmann-Lévy, coll. « Territoires », 2019, 228 p. (ISBN 978-2-7021-5866-1)
- Les Dames du mardi, Paris, Presses de la Cité, coll. « Terres de France », 2020, 320 p. (ISBN 978-2-258-14807-9)

## Distinctions
- 1995 : Prix Gironde-Nouvelles-Écritures pour La Carriole
- 2018 : Prix Nice-Baie-des-Anges pour L'Auberge du gué